# کریشی
کریشی (به فرانسوی: Créchy) یک کمون (فرانسه) در فرانسه است که در canton of Varennes-sur-Allier واقع شده‌است. کریشی ۱۱٫۶۱ کیلومتر مربع مساحت دارد ۲۳۲ متر بالاتر از سطح دریا واقع شده‌است.